# 36 Lekka Brygada Pancerna (ZSRR)

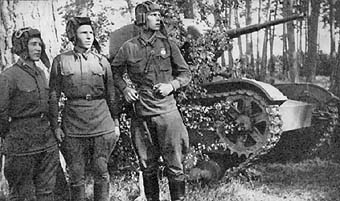
T-26

36 Lekka Brygada Pancerna, znana jako: 36 Brygada Czołgów Lekkich, 36 Brygada Pancerna (ros. 36-я танковая бригада) – jedna z brygad radzieckich wojsk pancernych, m.in. okresu II wojny światowej.
Wchodziła w skład XV Korpusu Strzelców Szepietowskiej Grupy Armii w Kijowskim Specjalnym Okręgu Wojskowym, a po jego przemianowaniu we wrześniu 1939 we Froncie Ukraińskim.
W dniu agresji na Polskę brygada posiadała 301 czołgów T-26 i 24 samochody pancerne.
Do działań brygada wyprowadziła 220 czołgów. Po ich zakończeniu pozostało 200 sprawnych czołgów. Na trasach marszu pozostawiono 20 czołgów. Zginęło 4 żołnierzy, a 4 zostało rannych.

## Struktura organizacyjna
W 1939
- 148 batalion czołgów
- 149 batalion czołgów
- 152 batalion czołgów
- 153 batalion czołgów
- 272 batalion remontowy

## Dowódcy brygady
- kombrig Michaił Bogomołow (był w 1939)[4]